# Bassià d'Efes
Bassià fou bisbe d'Efes (444-448). Vivia a Efes i per la seva compassió i caritats es va fer estimar del poble. El bisbe d'Efes, Memnó, va promoure el seu trasllat al bisbat d'Evaza, com a bisbe però Bassià va rebutjar la consagració a la que fou obligat per la força un temps després pel bisbe Basili, successor de Memnó.
A la mort de Basili (444), Bassià, amb l'entusiasme popular, el va succeir i el nomenament fou confirmat per Teodosi, i, a contracor per Procle, patriarca de Constantinoble. Durant quatre anys va governar la seu, però a la Pasqua del 448 fou empresonat pels seus rivals i es va sol·licitar a l'emperador la seva destitució que va remetre el cas als caps religiosos: el Papa Lleó I, i els patriarques o arquebisbes de Constantinoble, Alexandria i Antioquia; tots quatre van declarar que l'elecció de Basili era invalida i fou nomenat bisbe Esteve. El concili de Calcedònia el 29 d'octubre del 451 va considerar la reclamació de Basili, i va declarar la seu vacant. Esteve i Bassià foren retirats amb una pensió amb rang de bisbes.